# 原輝綺
原輝綺（1998年7月30日—），日本足球運動員，現效力日乙球隊清水心跳，日本國家足球隊成員。

## 俱樂部生涯
原辉绮出自市立船桥高校，2017年加入新潟天鹅，作为一名后场多面手，原辉绮可以胜任后腰，中后卫，右后卫等多个位置。在与广岛三箭的开幕战上首发出场，成为俱乐部历史上高中毕业后就首发出场的第一人。作为东京世代的一员也被U21国家队征召过。上赛季日职联赛出赛18场打入1球，本赛季出赛25场。 
鸟栖砂岩26日宣布新潟天鹅中场球员原辉绮转会加盟俱乐部。
草蜢官方宣布，日本右边后卫原辉绮将在完成体检后加盟。
瑞士超第17轮，草蜢1-2年青人，原辉绮替补出场，完成草蜢队首秀。

## 國家隊生涯
2016年，原辉绮作为日本U19足球代表队的一员随队获得了2016年U19亚锦赛的冠军，2017年，原辉绮入选日本U20足球代表队参加2017年国际足协U-20世界杯大名单，并作为后腰出场4次。
2018年9月1日，2018年雅加达亚运会男足决赛，日本队1-2不敌韩国队获得亚军，原辉绮首发出场并打满全场。
原辉绮一直是日本各级别国家队的常备人选，也是东京奥运代表队的适龄球员，甚至在2019年夏天还代表日本国家足球队参加了2019年美洲杯的赛事。

## 外部連結
- （日語）J.League Data Site （页面存档备份，存于）
- 原輝綺 – FIFA國際賽競賽紀錄 (存檔)
- Soccerway資料庫：原輝綺
- 原輝綺在 National-Football-Teams.com 上的出场纪录
- Profile at Albirex Niigata